# 興地隆史
興地 隆史（おきぢ たかし、1959年9月 - ）は、日本の歯科医師・歯学者。学位は、歯学博士（東京医科歯科大学・1988年）。東京医科歯科大学大学院医歯学総合研究科医歯学系専攻口腔機能再構築学講座歯髄生物学教授。元新潟大学医歯学総合研究科口腔生命科学専攻口腔健康科学講座う蝕学分野教授。日本歯科保存学会理事長。

## 経歴
1984年東京医科歯科大学歯学部、1988年同大学院修了、同大学助手、講師を経て、2001年より新潟大学歯学部附属病院教授、2003年より新潟大学医歯学総合研究科口腔生命科学専攻口腔健康科学講座う蝕学分野教授。。2015年1月より東京医科歯科大学大学院医歯学総合研究科医歯学系専攻口腔機能再構築学講座歯髄生物学 教授。
1988年 東京医科歯科大学より歯学博士の学位を取得、論文の題は「ラット実験的歯髄炎におけるアラキドン酸代謝物の関与について」。

## 著作
- 興地隆史 著「第4章象牙質・歯髄複合体 6臨床的考察～歯内療法学の立場から～/第6章歯と歯周組織の神経と脈管 6臨床的考察 1歯の痛みの臨床的側面,3炎症に伴う歯髄神経の分布構築の変動,4歯髄神経と血管系の相互作用（神経原性炎症）」、編集代表 脇田稔 編集 前田健康、山下靖雄、明坂年隆 編『口腔組織・発生学』医歯薬出版、2006年8月、150-157,260-263頁。ISBN 978-4-263-45600-2。
- 須田, 英明、興地, 隆史、中村, 洋 ほか 編『失敗しない歯髄保存療法 抜髄する前にもう一度歯髄診断をしよう』クインテッセンス出版、2006年11月。ISBN 978-4-87417-930-7。
- 須田, 英明、興地, 隆史、五味, 博之 ほか 編『臨床歯内療法 器材・薬剤・テクニックのコンビネーション』デンタルダイヤモンド社〈デンタルダイヤモンド増刊号〉、2008年4月。
- 興地隆史 著、千田彰、寺下正道、田上順次、奈良陽一郎、宮崎真至、片山直 編『保存修復クリニカルガイド　第2版 DVDビデオ付』医歯薬出版、2009年11月、138-141頁。ISBN 978-4-263-45633-0。
- 編集主幹 須田英明、中村洋  編集 恵比須繁之、興地隆史、勝海一郎、斎藤隆史、中川寛一、中村幸生、林善彦 編『エンドドンティクス』（第3版）永末書店、2010年3月。ISBN 978-4-8160-1214-3。
- 中村, 洋、須田, 英明、勝海, 一郎 ほか 編『歯内治療学』（第4版）医歯薬出版、2012年2月。ISBN 978-4-263-45652-1。 NCID BB08179837。
- 韓臨麟、興地隆史 著、冨士谷盛興、千田彰 編『象牙質知覚過敏症 目からウロコのパーフェクト治療ガイド』（第2版）医歯薬出版、2013年6月20日。ISBN 978-4-263-44392-7。 NCID BB12902887。
- 興地, 隆史、井澤, 常泰、石井, 信之 ほか 編『ライフステージと歯内療法 歯の長期保存のために』デンタルダイヤモンド社〈デンタルダイヤモンド増刊号〉、2013年7月1日。ISBN 9784885102783。 NCID BB12901341。
- 興地隆史『歯内療法のケースアセスメントと臨床　根管形態からみる・ストラテジーを選ぶ』医歯薬出版、2013年9月10日。ISBN 9784263444009。 NCID BB13516630。
- 興地隆史 著「第II編 口腔組織・発生学各論 第4章 象牙質・歯髄複合体 V 臨床的考察 2．歯内療法学の立場から（興地隆史）/第6章　歯と歯周組織の神経と脈管 VI 臨床的考察 1．象牙質・歯髄複合体の傷害に伴う歯髄神経の分布構築の変動」、脇田, 稔、前田, 健康; 中村, 浩彰 ほか 編『口腔組織・発生学』（第2版）医歯薬出版、2015年2月10日。ISBN 978-4-263-45784-9。 NCID BB17785769。
- 編集主幹 興地隆史、須田, 英明、中村, 洋 編『エンドドンティクス』（第4版）永末書店、2015年4月18日。ISBN 9784816012891。 NCID BB18597742。
- 興地隆史 著「臨床編 12章 歯内治療と接着」、日本接着歯学会 編『接着歯学』（第2版）医歯薬出版、東京都文京区、2015年12月10日。ISBN 978-4-263-44459-7。 NCID BB20185238。
- 竹中彰治 編『洗口液なるほど活用術』監修 興地隆史、デンタルダイヤモンド社、2016年3月1日。ISBN 9784885103452。 NCID BB21050245。

## 所属団体
- 日本歯科保存学会 常任理事[7]、歯科保存治療専門医[8]
- 日本歯内療法学会 理事[9]
- 日本歯科審美学会 理事[10]
- 日本歯科医学教育学会 評議員[11]
- 歯科基礎医学会[1]
- 国際歯科研究学会 [1]
- 国際歯科研究学会日本部会 評議員[12]
- 日本顕微鏡歯科学会 理事[13]
- 日本炎症・再生医学会[1]
- 口腔病学会 評議員[1]
- 新潟歯学会 評議員[1]